# Aphthonetus
Aphthonetus é um gênero de traça pertencente à família Agonoxenidae.